# Damien Pasini
Damien Pasini (Bouches-du-Rhône, 22 juli 1984) is een Frans autocoureur.

## Carrière
Pasini begon zijn autosportcarrière in 2002 in de Eurocup Formule Renault 2.0, waarin hij reed voor het team Cram Competition. Met een achtste plaats in de voorlaatste race op Donington Park als enige puntenfinish eindigde hij op de 23e plaats in het kampioenschap met 6 punten. Daarnaast reed hij in twee races van de Italiaanse Formule Renault 2.0.
In 2003 maakte Pasini de overstap naar de Formule Renault V6 Eurocup, waarin hij opnieuw uitkwam voor Cram, dat een samenwerking aanging met het team Victory Engineering. Met twee vierde plaatsen op het Circuit de Monaco en op Spa-Francorchamps als beste resultaten werd hij dertiende in de eindstand met 59 punten.
In 2004 bleef Pasini actief in de Formule Renault V6 Eurocup voor Victory Engineering. Hij won één race op het Circuit Ricardo Tormo Valencia en behaalde nog twee podiumplaatsen op het Autodromo Enzo e Dino Ferrari en de Motorsport Arena Oschersleben. Mede hierdoor verbeterde hij zichzelf naar de achtste plaats in het klassement met 128 punten. Daarnaast nam hij dat jaar deel aan het laatste raceweekend van de World Series by Nissan op het Circuito Permanente de Jerez bij het team GD Racing.
In 2005 maakte Pasini de fulltime overstap naar de World Series by Nissan, dat inmiddels de naam had veranderd naar Formule Renault 3.5 Series. Hierin keerde hij terug bij het team Cram Competition. Met één podiumplaats op Donington Park werd hij veertiende in het kampioenschap met 33 punten.
In 2006 stapte Pasini uit het formuleracing en maakte de overstap naar de GT-racerij, waarbij zijn focus lag op het Italiaanse GT-kampioenschap. Voor Victory Engineering behaalde hij vier overwinningen in de GT2-klasse, waarmee hij vijfde werd in de eindstand met 212 punten. Hiernaast eindigde hij als negende in de GTA-klasse van de International GT Open.
In 2007 verlegde Pasini zijn focus naar de International GT Open, waarin hij samen met zijn teamgenoot Stefano Livio vijf podiumplaatsen behaalde en hiermee vijfde werd in het kampioenschap. Ook reed hij in de FIA GT, waarin hij samen met Paolo Ruberti twee podiumplaatsen behaalde en tiende werd in de eindstand, ondanks dat hij slechts aan de helft van de races deelnam.
In 2008 reed Pasini opnieuw in de GT2-klasse van de International GT Open, waarin hij samen met zijn teamgenoot Alessandro Bonetti zijn eerste overwinning behaalde in het kampioenschap op het ACI Vallelunga Circuit. Uiteindelijk werd hij zevende in het klassement. In het winterseizoen 2008-09 nam hij deel aan de Speedcar Series voor het team JMB Racing. Met een vijfde plaats op het Bahrain International Circuit als beste resultaat eindigde hij als negende in het kampioenschap met 11 punten. Hierna heeft hij niet meer deelgenomen aan grote internationale races.